# Meridian Czernowitz
Das Meridian Czernowitz ist ein Anfang September stattfindendes internationales Poesiefestival in Czernowitz, Ukraine. Es wird seit 2010 jährlich veranstaltet.

## Festivalprogramm und -orte
Zum Programm des Festivals zählen Dichterlesungen, Diskussionen, Theatervorstellungen, Konzerte, Buchvorstellungen.  Veranstaltungsorte sind die Räume der Nationale Jurij-Fedkowytsch-Universität Czernowitz, der aus dem ehemals jüdischen Nationalhaus umbenannte Zentrale Kulturpalast, das 2014 eröffnete Paul-Celan-Literatur-Zentrum sowie weitere öffentliche Räume und Plätze.

## Geschichte des Festivals
Das Festival wurde 2010 von dem in Rundfunkanstalten des Senders Radio Svoboda wirkenden russisch-ukrainischen Dissidenten Igor Pomeranzew und seinem Neffen Svjatoslav gegründet. Maßgeblich gefördert wurde es in der Folgezeit von dem Goethe-Institut Kiew, ukrainischen Institutionen und Medien sowie europäischen Literaturfreunden und Kulturförderern. Im Laufe von fünf Jahren griff die Veranstaltung weiter über den Veranstaltungsort Czernowitz hinaus: Die Veranstaltung wurde Impulsgeber für eine Poetische Tour. 2013 gab es parallel zu der von der Prager Foto-Dichterin Milena Findeis herausgegebenen Literaturzeitung ZeitZug einen Dichter-Zug mit Lesungen. 2014 war der Meridian Czernowitz Bestandteil einer einen Monat währenden und dem Sonnenlauf folgenden Veranstaltungsserie von Charkiw über Kiew, Czernowitz, Lwiw, Ternopil, Warschau, Krakau, Prag, München, Stuttgart, Köln bis nach Wien. 2015 wurde die poetische Roadshow ausgeweitet bis nach Paris und Frankfurt am Main. 2016 fand im August der Meridian Odessa statt, im Oktober 2017 der Meridian Lutsk in Luzk. 2022 wurde  der Titel in „Meridian Czernowitz Lesungen“ geändert, da der Begriff „Festival“ während des Krieges unangemessen erschien.

## Teilnehmer am Festival
Das Festival wird seit Anbeginn von Schriftstellern Europas (vor allem aus deutschsprachigen Ländern) und Israels besucht. Es nehmen von den ukrainischen Autoren unter anderen Oksana Sabuschko, Jurij Andruchowytsch, Serhij Schadan, Oleksandr Bojtschenko, Andrij Bondar, Boris Chersonskij, Jurij Isdryk, Marianna Kijanovska, Dmytro Lasutkin, Wassyl Machno, Igor Pomeranzew, Taras Prochasko, Ostap Slyvynskij, Marjana Sawka teil. Auch die jüngere Generation ukrainischer Autoren ist stark beteiligt, unteren anderen Kateryna Babkina, Irena Karpa, Andrij Ljubka, Iryna Wikyrtschak. Aus dem deutschsprachigen Raum haben u. a. Friedrich Achleitner, Max Czollek, Franz Josef Czernin, Michael Krüger, Andreas Neeser, Katja Petrowskaja, Dragica Rajcić, Ilma Rakusa und Klaus Reichert teilgenommen. Traditionsgemäß gibt es jedes Jahr auch zahlreiche Teilnehmer aus Rumänien und Polen. Ebenso ist Frankreich präsent, zuletzt durch Eric Celan, Bertrand Badiou und Philippe Beck. Wegen des einst hohen Anteils jüdischer Intelligenz an der Stadtbevölkerung von Czernowitz sind auch regelmäßig Dichter aus Israel Festivalteilnehmer.
Das Festival ist insbesondere auch eine  Bühne für die junge Generation von Schreibenden.

## Übersetzer
Besonders verdienstvoll beim Festival ist die Leistung der Übersetzer. Petro Rychlo wirkt als beidseitiger Vermittler von Texten zwischen der deutschen und ukrainischen Sprache in Czernowitz, weitere teilnehmende Übersetzer waren Mark Belorusets, Taras Ivasiutyn und Claudia Dathe. Auch Jewhenija Lopata, seit 2013 Festivalsleiterin und Junge Europäerin des Jahres 2015, übersetzt.

## Publikationen
Mit dem Festival verbunden ist der gleichnamige Verlag Meridian Czernowitz, der Werke teilnehmender Autoren publiziert. Weiterhin erschienen in ihm im Nachgang zur Veranstaltung vier Almanache mit einer Auswahl von Texten, die während der Veranstaltung vorgetragen und im Rahmen des Übersetzerstipendiums zuvor auch ins Deutsche übersetzt worden waren. Freundschaftlich verbunden ist mit dem Festival auch der in Czernowitz beheimatete Verlag Knyha XXI. Enge Bezüge bestehen schließlich auch zu mehrsprachig erscheinenden Literaturzeitschriften, namentlich zu ZeitZug in Prag sowie zu dem in Krakau publizierten Radar.

## Stipendien
Zum Festival gehört ein Stipendium für Schriftsteller und Übersetzer, die für eine befristete Zeit in der Residenz leben und arbeiten.

## Namensgeber
Seinen Namen empfing das Literaturfestival von dem in Czernowitz geborenen Paul Celan. Dieser lotete das Bild ungefähr folgendermaßen aus: Leben heißt den Meridian zu berühren – und das bedeutet die ständige Bewegung, in der sich menschliches Leben vollzieht. Der Scheitelpunkt des Sonnenlaufes wandert unablässig weiter, in ihm gilt es, immer wieder neu nach Sonnenstrahlen und Wärme zu haschen, auch wenn wir sie nicht fangen können.